# کورتیس بی‌اف۲سی
کورتیس بی‌اف۲سی (به انگلیسی: Curtiss_BF2C_Goshawk) یک هواگرد ملخ‌پیشین تک‌موتوره از نوع هواپیمای جنگنده بمب افکن ساخت شرکت Curtiss Aeroplane and Motor Company است. این هواگرد در سال ۱۹۳۳ میلادی رسماً معرفی گردید و در سال‌های اکتبر ۱۹۳۴ تولید شده‌است. در مجموع، تعداد ۱۶۶ فروند از این هواگرد ساخته شده‌است.